# 7e escadrille de chasse polonaise
La 7e escadrille de chasse polonaise  (polonais : 7. Eskadra Lotnicza), plus connu sous le nom d'escadrille Kościuszko était une des escadrilles de la Force aérienne de la République polonaise pendant la guerre soviéto-polonaise de 1919-1921. Créée fin 1918, elle fut la première à porter le nom de Tadeusz Kościuszko, héros de la Pologne et de la guerre d'indépendance des États-Unis. Elle est recréée fin 1919 par des volontaires américains comme ceux qui avaient participé à l'escadrille La Fayette.
Les 8 premiers volontaires, dont le major Cedric Fauntleroy comme chef d'escadrille et le capitaine Merian C. Cooper, arrivèrent fin 1919 de France où ils avaient combattu. Pour expliquer les raisons de leur venue, Merian C. Cooper expliqua que son grand-père avait connu le général Casimir Pulaski lors du siège de Savannah pendant guerre d'indépendance des États-Unis.
L'escadrille Kościuszko a été la première à utiliser un convoi ferroviaire comme base mobile avec des wagons spécialement conçus pour transporter leurs avions afin de suivre le front . Le train comprenait le quartier général de l'escadrille, des ateliers de pièces de rechange et de réparation d'avions et des quartiers d'habitation.

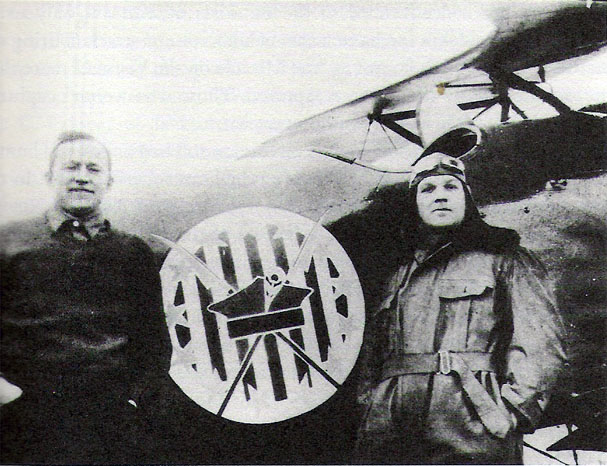
Merian C. Cooper et Cedric Fauntleroy.

Au total 21 Américains servirent dans cette escadrille.
Après la guerre, le maréchal  Piłsudski décora lui-même les pilotes américains de la plus haute décoration militaire polonaise la Virtuti Militari. Les Polonais érigèrent un monument aux pilotes tombés dans le cimetière de Lwów, actuelle Lviv en Ukraine. À la fin de la Seconde Guerre mondiale, les Soviétiques rasèrent le monument.
D'autres escadrilles porteront le nom de Kościuszko dont la plus célèbre sera la 303e escadrille de chasse polonaise pendant la Seconde Guerre mondiale.